# 原作
原作（げんさく、英語: original work, draft）は、その派生作品のもととなった作品のこと。または、オリジナル作品における原案のこと。翻訳における元の言語の作品なども指す。オリジナル作品における著作者として制作プロダクションや制作スタッフによる共同ペンネームが「原作」としてクレジットされることもある。

## 概要
著作権法では、原著作物と呼ばれ、直接の定義はないが二次的著作物の定義の「著作物を翻訳し、編曲し、若しくは変形し、又は脚色し、映画化し、その他翻案することにより創作した著作物をいう。」にある二次的著作物の元になる先に創作された第一の著作物のことをいうとされる。
最初に小説（ライトノベル）で発表されたものが、映画・演劇・漫画・アニメ・ゲームなどにメディアミックス展開されたとすれば、小説版が「原作」となる。また小説が複数の言語に翻訳された場合には、元の言語で書かれているものが「原作」と呼ばれる。
漫画などで「設定や筋を考える者」と「それを作品として仕上げる者」が分業している場合、前者を「原作者」と呼ぶ。この時、作品の原型となるコンテ・筋書き的なものが「原作」にあたる。ただし、原作の内容を忠実に再現しようと努力している派生作品もあれば、ほとんど原作と別の内容になっているものもあり、後者のように「ほとんど原作と別の内容」になっている場合は「原案」または「翻案の元作品」のように扱われることがある。『水滸伝』と『南総里見八犬伝』の関係が、これにあたる。
また、原作者と作画者が分かれている漫画作品（オリジナルストーリーに限り、小説の漫画化は除く）が映像化された場合、アニメーションはもちろん、実写作品であっても、両方の名前が原作者としてクレジットされるのが通例である。両者の共同著作物の商業的成功に依拠して映像化されることが多いということ、ストーリーだけでなくイメージ、構図やコマ割も参照して演出されるケースも少なくないことなどが理由である。この場合、作成過程により原作とその二次的著作物である漫画という関係ではなく、全体が共同著作物（著作権法の定義では「二人以上の者が共同して創作した著作物であつて、その各人の寄与を分離して個別的に利用することができないもの」）になることもある。

### 二次的著作物との関係
原作者は二次的著作物の利用について、二次的著作物の著作者と同一の権利を専有するとしている。すなわち、二次的著作物の著作者が、権利の譲渡などをしても、原作者には効果が及ばない。

## 著作権問題
原作からの派生作品を巡っては、「原作者」と「派生作品の製作者」（出版社、アニメ制作会社など）との間で著作権や各種知的財産権（著作隣接権、商標権など）の問題が起こる場合がある。
特に近年では漫画・アニメやゲームなど複数のメディアで同時にストーリーを展開（メディアミックス）させる作品も多く、どのメディア（媒体）をもって「原作」とするのか、その定義や境目が明確ではなく、曖昧な作品も増えつつある。また、事実上のスピンオフとして扱われることもある。
ある作品がメディアミックスされた場合、その「原作者」だけでなく「出版社」「アニメ制作会社」などにも各種の権利が行き渡り、複数に分散されることで『誰がどの面で「権利」と「責任」を持つのか』、その所在が不明瞭になることがある。そのため、アニメ化・ゲーム化などにおける権利者や印税（ロイヤリティの分配など）を巡る争いや訴訟に発展することも少なくない。

## 知的財産権を巡る問題
原作者・漫画家・アニメ制作会社などの間で問題が起こった作品としては『キャンディ・キャンディ』や『宇宙戦艦ヤマト』などがあり、知的財産権を巡る問題として引き合いにされることもある。
- 小説『ゼロ、ハチ、ゼロ、ナナ。』では、NHKがドラマ化をめぐって原作者に許容できる脚本を提示できず契約できなかった件の契約不履行の損害賠償を2015年4月25日に求めたが、「原作者が脚本を承認しておらず、契約は成立していなかった」として、2015年12月に東京高等裁判所は原告であるNHKの請求を棄却した[5][6]。